# Pratt & Whitney J58
El Pratt & Whitney J58 (designado por la empresa como JT11D) fue un motor de reacción utilizado en los aviones Lockheed A-12, y posteriormente en el YF-12 y SR-71 Blackbird. El J58 era un motor de ciclo variable que funcionó como un turborreactor y un sangrado para asistir al estatorreactor. El J58 era un motor turborreactor de un solo eje (single-spool) y una cámara de postcombustión.

## Diseño y desarrollo
El J58 fue desarrollado inicialmente para la Marina de los EE.UU. para propulsar la versión planeada de Martin P6M "flying boat". Tras la cancelación de este avión, fue seleccionado por Lockheed y Convair para sus proyectos supersónicos. Otras fuentes vinculan su origen al requisito de la USAF de un motor para el WS-110A, el futuro XB-70 Valkyrie. El J-58 generaba 142 kN de empuje. Fue el primer motor capaz de operar en postcombustión durante largos períodos de tiempo, y el primer motor homologado para el vuelo a Mach 3 por la Fuerza Aérea de los Estados Unidos. Una característica importante del J58 es la entrada de forma cónica de geometría variable. Esta se mueve automáticamente de proa y popa por un equipo de entrada de aire. La espiga modifica el flujo supersónico de aire, asegurando un flujo subsónico en la entrada del motor. La punta cónica está bloqueada en la posición delantera por debajo de 30.000 pies. Por encima de esa altitud se desbloquea. Al superar la velocidad de Mach 1,6 retrocede aproximadamente 4 cm por cada 0,1 Mach, hasta un total de unos 66 cm.

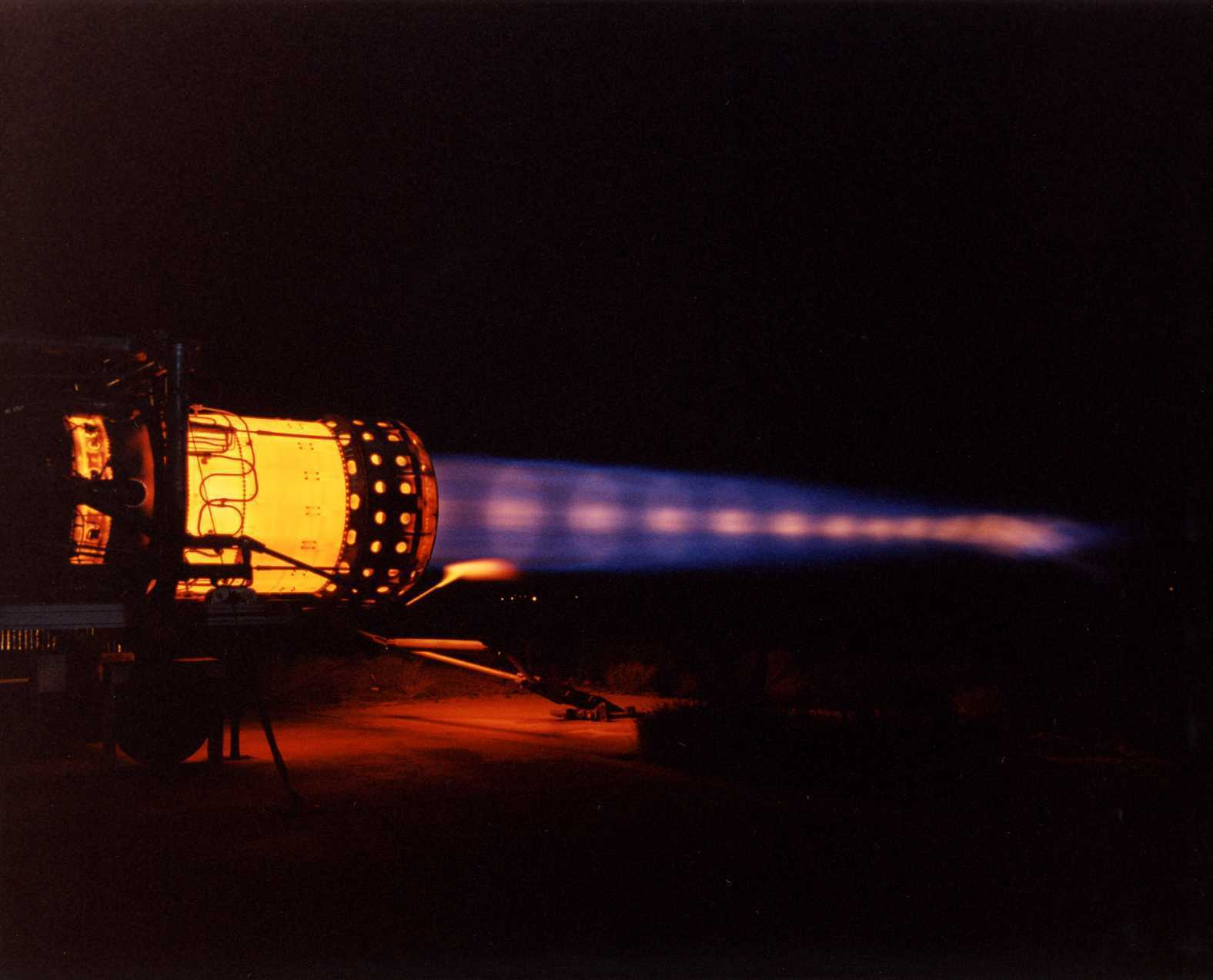
J58 con la postcombustión al máximo, mostrando diamantes de choque en el penacho

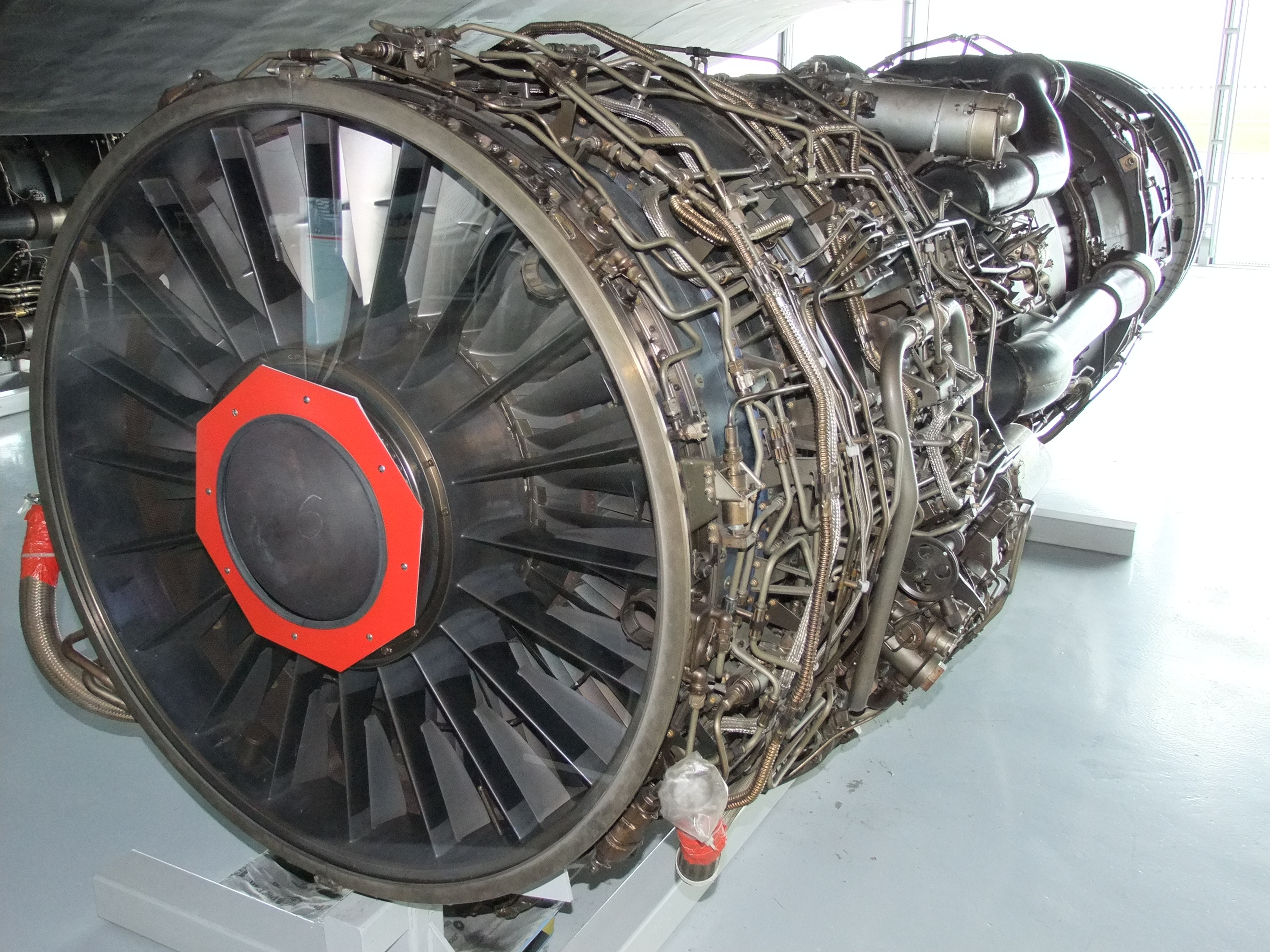
Vista frontal del turborreactor Pratt & Whitney J58 como se muestra en el Museo Imperial de la Guerra en Duxford, Cambridgeshire, Reino Unido, junto al Lockheed SR71A 'Blackbird' # 17962 de donde estuvo instalado

El J58 era un motor de ciclo variable que funcionaba como un turborreactor y un sangrado para asistir a un estatorreactor. Los motores a reacción con bypass eran raros en la época, pero Ben Rich describió más tarde el motor como " motor de derivación chorro por la captación de aire ". A Mach 3,2, el 80% del empuje del motor proviene de la sección estatorreactor, y la sección turborreactor proporcionando el 20% restante. A bajas velocidades, el J58 funciona como un turborreactor puro.
Para arrancar el motor se empleaban dos motores de combustión interna Buick Wildcat V8 con un eje de transmisión común entregando unos 600 CV, que hacían girar el motor a 3200 rpm para poder arrancarlo.
Las altas velocidades y temperaturas de funcionamiento del motor requirió un nuevo combustible para aviones, el JP-7. Su resistencia al encendido es tal que para encenderlo requería la inyección de trietilborano (TEB), y también para encender el postquemador en vuelo. A temperaturas superiores a -5 °C el TEB, es pirofórico, se inflama espontáneamente en contacto con el aire. Cada motor lleva a un tanque sellado de nitrógeno presurizado con 600 cm³ de TEB, suficiente para al menos 16 arranques, reinicios, o encendidos de la postcombustión. Este número era uno de los factores limitantes del alcance de SR-71, ya que cada vez se repostaba en vuelo los sistemas de postcombustión se debía parar y luego volver a ser reiniciado. Cuando el piloto movió el acelerador de corte a la posición de ralentí, el combustible fluye al motor, y poco después aprox. 50 cm³ (1,7 onzas) de TEB se inyecta en la cámara de combustión, donde se enciende espontáneamente y enciende el combustible con un destello verde. En algunas condiciones, sin embargo, el flujo TEB era obstruido por depósitos de coquización sobre la boquilla del inyector, lo que dificultaba los intentos de reinicio. El llenado del tanque TEB era una tarea peligrosa, el equipo de mantenimiento llevaba trajes plateados ignífugos. Por el contrario, el combustible JP-7 era tan seguro que algunos trabajos de mantenimiento se permitieron durante el llenado. El encendido químico fue elegido en lugar de un encendedor convencional por razones de fiabilidad, y para reducir la complejidad mecánica. El tanque de TEB se enfría con el combustible que fluye a su alrededor, y disponía de una membrana que se rompía en caso de sobrepresión, permitiendo descargar en la cámara de postcombustión el TEB y el nitrógeno.
El combustible que fluye al motor se usa como refrigerante para enfriar el motor, fluido hidráulico, aceite, el tanque de TEB, las líneas de control del actuador de la tobera postcombustión, sistemas de aire acondicionado, y las partes de la estructura del avión sometida a calentamiento aerodinámico.
El lubricante del motor de era una grasa de base silicona. Sólida a temperatura ambiente, y se necesitaba precalentar antes de arrancar el motor.

## Diseño de Turbo-ramjet

Funcionamiento de las entradas de aire y los patrones de flujo de aire a través de la J58 en diferentes números de Mach

El J58 era un motor a reacción híbrido: en efecto, un turborreactor dentro de un flujo derivado para asistir un estatorreactor. Ya que los turborreactores son ineficientes a altas velocidades y los estatorreactores no puede funcionar a velocidades bajas. Para resolver esto, la circulación de aire a través del motor varía, dependiendo de si funciona como estatorreactor o turborreactor sea más eficiente, de ahí el término de ciclo variable. Para crear este efecto, a velocidades de más de 3.200 km / h el cono de morro del motor se retrae 66 cm hacia atrás para mejorar el flujo de aire en el ciclo de estatorreactor.
El aire se comprime y se calienta inicialmente por las ondas de choque cónicas, y luego entra en 4.ª etapa de los compresores. Entonces el flujo de aire se divide: una parte del aire entra en la zona del compresor (la mayor parte del flujo de aire), mientras que el flujo restante pasa por alto el centro del motor para entrar en la cámara de postcombustión. El flujo de aire que continúa a través del compresor se comprime aún más antes de entrar en la cámara de combustión, donde se mezcla con combustible y se enciende. La temperatura de flujo alcanza su máximo en la cámara de combustión, justo por debajo de la temperatura que ablandaría los álabes de la turbina. El aire se enfría a medida que atraviesa la turbina y vuelve a unirse al flujo de derivación antes de entrar en la cámara de postcombustión.
En torno a Mach 3, la onda de choque inicial del cono de compresión calienta considerablemente el aire, lo que significa que el motor turborreactor debe reducir la relación de combustible / aire en la cámara de combustión a fin de no fundir los álabes de la turbina inmediatamente aguas abajo. Con lo que el motor turborreactor proporciona un empuje mucho menor, y el 80% del empuje es generado por el aire que ha experimentando la combustión en la cámara de postcombustión y genera fuerza de empuje cuando se expande a través de la tobera y a partir de la compresión del aire que actúa sobre las superficies posteriores de las puntas.